# Vladimír Stříbrný (malíř)
Vladimír Stříbrný, křtěný Vladimír Václav Jan (7. října 1905 České Budějovice – 19. června 1970 Praha), byl český malíř

## Život
Narodil se v Českých Budějovicích v rodině účetního Jana Stříbrného a jeho ženy Leopoldiny Kašparové. Rodina se později odstěhovala na Slovensko do Nitry, kde Vladimír navštěvoval obecnou a měšťanskou školu. V dalším studiu pokračoval již v Praze na malířské akademii. Ve školním roce 1920/1921 studoval ve II. ročníku všeobecnou školu u prof. Jakuba Obrovského. Zde získal I. školní cenu per 600 Kč a hodnocen byl známkou výborný. V dalším studiu pokračoval v letech 1921-1925 na téže škole v tzv. speciálce prof. Vratislava Nechleby.
Na svých uměleckých cestách čerpal vědomosti v Itálii, Francii a Německu. Byl dlouholetým členem JUV a pravidelně i obesílal jejich výstavy. Vladimír Stříbrný maloval s oblibou ženské tělo, ale vytvořil i krajiny a rozličná zátiší. Svůj atelier měl v Praze XIX Nad Královskou oborou 31.

## Zastoupení ve sbírkách českých galerií a muzeí (výběr)
- Galerie Středočeského kraje
- Alšova jihočeská galerie v Hluboké nad Vltavou
- Památník národního písemnictví
- Galerie hlavního města Prahy[3]
- Národní galerie Praha
- Moravská galerie v Brně[4][5][6][7]
- Severočeská galerie výtvarného umění v Litoměřicích[8]

## Výstavy

### Autorské
- 1931 Vladimír Stříbrný: Výstava obrazů, Topičův salon, Praha

### Kolektivní
- 1928 Akademie výtvarných umění v Praze - Výstava soudobé kultury československé v Brně 1928, Brněnské výstaviště, Brno
- 1932 I. výstava obrazů a plastik českých umělců ze soukromého majetku členů Kruhu přátel umění v Hradci Králové, Městské průmyslové muzeum v Hradci Králové, Hradec Králové
- 1940 Jednota umělců výtvarných: 107. výroční řádná členská výstava, Dům Jednoty umělců výtvarných, Praha
- 1941 Jednota umělců výtvarných: 116. řádná členská podzimní výstava, Dům Jednoty umělců výtvarných, Praha
- 1942 Jednota umělců výtvarných: 117. výstava Portrét, Dům Jednoty umělců výtvarných, Praha
  - Jednota umělců výtvarných: 119. členská výstava, Mánes, Praha
- 1944 2. výstava a aukce českých kreseb a akvarelů, Galerie V. Hořejš, Praha
  - Srpen u Pošů - výběr prací současných malířů, Pošova galerie, Praha
- 1945 Jednota umělců výtvarných: 134. výstava, Palác Myslbek, Praha
- 1946 Člověk a práce, Pavilon Myslbek, Praha
- 1948/1949 50 let Jednoty umělců výtvarných (Díl II.), Pavilon Jednoty výtvarných umělců, Praha
- 1953 II. přehlídka československého výtvarného umění, Jízdárna Pražského hradu, Praha
- 1955/1956 Deset let československé lidově demokratické republiky ve výtvarném umění: Malířství, Městská knihovna Praha, Praha
  - Deset let československé lidově demokratické republiky ve výtvarném umění: Sochařství, monumentální umění a kresba, Slovanský ostrov, Praha
- 1956 Výstava Grekovova studia Sovětské armády a československých výtvarných umělců, Jízdárna Pražského hradu, Praha
- 1967 1. pražský salon, Bruselský pavilon, Praha
- 1979 Dítě v českém umění 19. a 20. století, Středočeská galerie, Praha
- 1983/1984 Středočeská galerie - přírůstky sbírek 1972-1983, Středočeská galerie, Praha
- 1987 Český portrét 1877–1987, Středočeská galerie, Praha
- 1988 Obrazy, sochy, grafika k 40. výročí února, Středočeská galerie, Praha
- 2008/2009 Bytosti odnikud: Metamorfózy akademických principů v malbě 1. poloviny 20. století, Městská knihovna Praha, Praha
- 2009 Bytosti odnikud: Metamorfózy akademických principů v malbě 1. poloviny 20. století, Uměleckoprůmyslové muzeum, Brno
- 2013 Metamorphoses. Proměny ženy ve výtvarném umění, Galerie Diamant, Praha